# Application Protocol Data Unit
L'Application Protocol Data Unit (APDU) és la unitat de comunicació entre un lector de targetes intel·ligents i una targeta intel·ligent. L'estructura d'un APDU està definida en els estàndards ISO/IEC 7816.

## Parell instrucció-resposta d'un missatge APDU
| Camp                | Longitud    | Descripció                           | Codi    |
| ------------------- | ----------- | ------------------------------------ | ------- |
| Class byte          | 1           | Classe de la instrucció              | CLA     |
| Instruction byte    | 1           | Codi d'instrucció                    | INS     |
| Parameter bytes     | 2           | Paràmetres d'instrucció              | P1-P2   |
| Lc field            | 0, 1 o 3    | El Lc field fixa nombre Lc           | -       |
| Command data field  | Lc          | Cadena de bytes de Lc                | -       |
| Li field            | 0, 1, 2 o 3 | -                                    |         |
| Response data field | Lr          | Cadena de bytes de Lr                | -       |
| Status bytes        | 2           | Estat de processament d'instruccions | SW1-SW2 |

Hi ha dos tipus d'APDUs: comandos i respostes. Els comandos APDU els envia el lector a la targeta i contenen una capçalera obligatòria de 5 bytes i des de 0 fins a 255 bytes de dades. Les resposta APDU les envia la targeta al lector i contenen una paraula d'estat obligatòria de 2 bytes i des de 0 fins a 256 bytes de dades.